# Eltzové
Eltzové, německy von Eltz, jsou starý, původně vysokosvobodný (hochfrei) šlechtický rod z Porýní. Rod, jehož někteří potomci žijí dodnes, patří k moselské staré šlechtě. Rod je od roku 1736 spojen s Chorvatsko-slavonským královstvím.

## Dějiny
Ačkoli některé starší zdroje uvádějí jistého Eberharda zu Eltz, franckého občana Trevíru na konci 7. století, první úřední písemný záznam jména pochází z roku 1157, kdy byl jmenován jistý Rudolph zu Eltz jako svědek darovací listiny císařem Bedřichem I. Rudovousem. V té době Eltz sídlil na nevelkém panství na březích řeky Elz, přítoku řeky Mosely, na území dnešní spolkové země Porýní-Falc.

## Významní členové rodu
- Jakub z Eltz-Rübenachu (1510-1581), kurfiřt a arcibiskup trevírský od roku 1567
- Filip Karel z Eltz-Kempenichu (1665-1743), kurfiřt a arcibiskup mohučský from 1732
- Emerich hrabě z Eltzu (1765–1844), rakouský diplomat, vyslanec v Sasku, velvyslanec ve Španělsku a Brazílii
- Pavel svobodný pán z Eltz-Rübenachu (1875-1943), říšský ministr spojů a dopravy v letech 1932 až 1937